# Горња Милија
Горња Милија (грч. Άνω Μηλιά, Ано Милија) је насељено место у општини Катерини у периферији Средишња Македонија, Грчка. Према попису из 2021. године било је 19 становника.
Горња Милија је била колибарско насеље мештана села Милија (Средња Милија), која се први пут помиње на попису из 1940. године са 62 житеља. Током Другог светског и Грчког грађанског рата село је настрадало а становништво избегло у село Милија. Обновљено је осамдесетих година и на попису из 1991. године Горња Милија је имала 43 становника.